# Pruebas de Moisés
Las pruebas de Moisés o Tentaciones de Moisés (en italiano, Prove di Mosè) es un fresco realizado por el pintor renacentista italiano Sandro Botticelli. Mide 348,5 cm de alto y 558 cm de largo. Fue realizado entre los años 1481 y 1482 en la Capilla Sixtina de la Ciudad del Vaticano.
En 1481, el Papa Sixto IV llamó a Botticelli, así como a otros artistas prominentes florentinos y umbríos, como Pietro Perugino, Domenico Ghirlandaio y Cosimo Rosselli; a ellos se añadieron después Luca Signorelli y Bartolomeo della Gatta. La tarea que se les encomendó fue elaborar frescos en las paredes de la Capilla Sixtina. El papa proporcionó el programa iconográfico: la supremacía del papado. Se pretendía pintar las dos paredes, una frente a otra, la comparación de las vidas de Moisés y Cristo, incluyendo las prefiguraciones del Nuevo Testamento en el Antiguo. Además, en el registro superior, en todo el perímetro, estaban pintados una larga serie de papas. Para realizar la obra, los pintores tuvieron que aceptar unas convenciones representativas comunes a todos, de manera que la obra final resultara homogénea: usaban la misma escala de dimensiones, la misma estructura rítmica y representación paisajística, una sola gama cromática con adornos de oro que hiciera resplandecer las pinturas con la iluminación de las antorchas y las velas. Aunque Giorgio Vasari sostenía que Sandro Botticelli pintó todo el conjunto, lo cierto es que pintó tres historias en los frescos. Además, se cree que proporcionó los dibujos de once papas y quizá intervino directamente en la pintura de algunos. Las composiciones son complejas y difíciles, con reelaboraciones neoplatónicas de temas clásicos en la iconografía cristiana.
Estos Hechos de la vida de Moisés (Fatti della vita di Mosè) representa varios episodios de la juventud de Moisés extraídos del Libro del Éxodo. Adopta un esquema compositivo parecido al del Castigo de los rebeldes. Moisés está representado en la figura con túnica amarilla y manto verde. Se lee desde la derecha: 
1. Moisés mata al egipcio que había maltratado a un israelita y huye al desierto, en este episodio Moisés puede verse como prefiguración de Jesucristo que derrota al demonio; en primer plano Moisés, con una espada en la mano, ataca al egipcio, a la derecha se le ve a este egipcio auxiliado por una mujer y al fondo a Moisés huyendo hacia Madián. Detrás del egipcio con la mujer se ve una arquitectura clasicista, con las pilastras rematadas en capiteles y arquitrabe.
2. El siguiente es el episodio en el que combate a los pastores que quieren impedir a las hijas de Jetró, entre las que está su futura mujer, Séfora, que abreve el rebaño en el pozo y saca para ellas el agua del pozo. En el grupo de las hijas de Jetró se ejemplifica que Botticelli había tenido presente las soluciones formales de la escultura contemporánea, en particular la Puerta del Paraíso de Ghiberti, lo que se evidencia en la composición de la escena con los rápidos y oblicuos cortes de las colinas o con las verticales de los árboles del centro de la escena. Ellas están representadas con líneas curvas, sinuosas, el arabesco típico del autor.
3. El tercero está en lo alto a la izquierda, cuando está cuidando el rebaño de Jetró, su suegro, y oye la llamada de Yahvé; entonces se descalza para acercarse a la zarza ardiente y recibe de Dios la misión de regresar a Egipto y liberar a su pueblo. En la figura de Moisés descalzándose se hace una cita del Espinario, una escultura de época romana, copia de otra helenística, que llegó al Palacio Capitolino en 1471, ejemplo de la impresión que las obras de la Antigüedad ejercieron en el pintor cuando llegó a Roma.
4. Abajo, a la izquierda, se ve a Moisés mientras guía a los israelitas en el desierto hacia la Tierra Prometida; a este episodio se refiere el título: «TEMPTATIO MOISI LEGIS SCRIPTAE LATORIS». Otra interpretación (ref. «Museos del Mundo») es que Moisés aquí está guiando a Séfora, su mujer, y a su familia hacia Egipto, donde posteriormente cumplirá su misión liberadora.

El relato puede seguirse con claridad. Las bellas formas femeninas retratadas en las hijas de Jetró recuerdan a las Tres Gracias que pueden verse en la Alegoría de la Primavera.
Los otros frescos de Botticelli en la Capilla Sixtina son:
- Castigo de los rebeldes
- La tentación de Cristo